# Drosometer
Een drosometer (afgeleid van Oudgrieks δρόσος, drosos, dauw + μέτρον, metron, maat), ook wel een dauwmeter of drososcoop genoemd, is een meteorologisch meetinstrument dat de hoeveelheid dauw meet die in een bepaalde tijdseenheid (meestal één uur) in de vroege ochtend (voor zonsopgang) op een bepaalde oppervlakte werd gevormd. Het bedauwde oppervlak kan zowel bestaan uit een horizontaal metalen plaatje, een afhangend bladje als uit een fijne weefselstructuur zoals een stukje wol of katoen. Bij de klassieke drosometer wordt de toename van de hoeveelheid dauw d.m.v. een spiraalvormig veertje geregistreerd op een bewegend blad papier.
Over het algemeen wordt de drosometer niet als 100% accuraat beschouwd. Onregelmatigheden in de gebruikte materialen zoals krassen, vervormingen en vuil leiden immers tot verschillende resultaten. In zijn boek The Dew-drop and the Mist uit 1860 schreef Charles Tomlinson uitvoerig over de vele bijzonderheden inzake de dauwafzetting op verschillende voorwerpen. Tevens wees hij op het belang van de locatie van het toestel en de invloed van kleine, lokale luchtstromingen.